# MenschenRechtsZentrum (Potsdam)
Das MenschenRechtszentrum (MRZ) der Universität Potsdam nahm am 1. Juli 1994 unter Leitung seines damaligen Direktors, Eckart Klein, seine Arbeit auf. Es war die erste unabhängige, auf den Fundamenten universitärer Wissenschaftsfreiheit basierende Menschenrechtseinrichtung in der Bundesrepublik Deutschland. Das MRZ dient der Förderung von interdisziplinärer Forschung, Lehre und Weiterbildung sowie der Politikberatung in Fragen der Menschenrechte und kooperiert dabei in vielfältiger Weise mit den Fakultäten der Universität Potsdam. Geleitet wird das MRZ von einem Direktorium, das aus einem Juristen und einem Philosophen besteht. Geschäftsführender Direktor ist seit 1. November 2009 Andreas Zimmermann, Inhaber des Lehrstuhls für Öffentliches Recht, insbesondere Staatsrecht, Europa- und Völkerrecht sowie Europäisches Wirtschaftsrecht und Wirtschaftsvölkerrecht. Ko-Direktor ist Logi Gunnarsson, Inhaber des Lehrstuhls für Ethik und Ästhetik am Institut für Philosophie.
Enge Kooperationsbeziehungen unterhält das MRZ zum Europarat, zu den Instituten, die sich mit menschenrechtlichen Fragen befassen, aber auch zu den zuständigen Abteilungen des Bundesministeriums der Justiz und des Auswärtigen Amtes. Eine intensive Verbindung besteht zu dem im März 2001 eingerichteten Deutschen Institut für Menschenrechte (DIMR); Zimmermann ist Mitglied seines Kuratoriums.

## Arbeitsschwerpunkte
Die Arbeitsschwerpunkte des MRZ liegen in der Anregung, Bearbeitung und Beratung von Politik- und Forschungsvorhaben sowie in der Initiierung von Forschungskooperationen. Ferner veranstaltet das MRZ regelmäßig Tagungen und Kolloquien, die einen Austausch unterschiedlicher Wissenschaftsdisziplinen ebenso befördern sollen wie den Dialog zwischen Wissenschaft und Praxis. Ein weiterer Arbeitsschwerpunkt des MRZ liegt in der Bereitstellung eines speziellen Lehr- und Weiterbildungsangebotes, das nicht nur durch interdisziplinäre Behandlung und vielschichtige Betrachtung menschenrechtlicher Themen gekennzeichnet ist, sondern auch dem universitären Potsdamer Ausbildungsangebot einen zusätzlichen spezifischen Akzent verleiht. Von Bedeutung ist weiterhin die durch das MRZ ausgeübte umfangreiche Publikations- und Herausgebertätigkeit, die sich in der 1995 begonnenen Schriftenreihe des MRZ mit Tagungsdokumentationen und Dissertationen (Band 1 bis 32), in dem seit Oktober 1996 herausgegebenen MenschenRechtsMagazin und in den seit 1998 erschienenen 15 Studien zu Grund- und Menschenrechten (SGM) als einem Forum für Forschungsarbeiten zu Fragen des internationalen, regionalen und nationalen Menschenrechtsschutzes widerspiegelt. Mit dem Ausbau einer umfassenden Spezialbibliothek soll zudem gewährleistet werden, die wissenschaftliche Arbeit zu befördern, dem Informationsbedürfnis Potsdamer und Berliner Studenten sowie auswärtiger Wissenschaftler Rechnung zu tragen und Anfragen aus der Politik beantworten zu können.

## Publikationen
Das MRZ gibt eine Schriftenreihe heraus, die im Berliner Wissenschaftsverlag erscheint. Seit Oktober 1996 gibt das MRZ das zunächst dreimal im Jahr, ab 2008 zwei Mal im Jahr erscheinende MenschenRechtsMagazin heraus, das einen Beitrag zur Unterrichtung von Parlamentariern, Behörden, Gerichten, Anwälten und interessierten Laien über Möglichkeiten und Entwicklungen des internationalen Menschenrechtsschutzes leisten soll. Mit der ebenfalls vom MRZ herausgegebenen Reihe Studien zu Grund- und Menschenrechten wird ein Forum für Forschungsarbeiten, die sich mit Fragen des internationalen, regionalen und nationalen Menschenrechtsschutz beschäftigen, zur Verfügung gestellt. In einem Jahresbericht wird über die Aktivitäten im Einzelnen informiert.
Bisher sind in der Schriftenreihe des MRZ erschienen:
- Bd. 11: E. Strauss, Prävention von Menschenrechtsverletzungen als Aufgabe internationaler Organisationen Rechtsgrundlagen und inhaltliche Ansätze, 2001
- Bd. 12: E. Klein (Hrsg.), Rassische Diskriminierung, Erscheinungsformen und Bekämpfungsmöglichkeiten, 2002
- Bd. 13: D. Engel, Die sprachenrechtliche Situation der Angehörigen von Minderheiten im Völkerrecht, 2002
- Bd. 14: E. Klein/C. Menke (Hrsg.), Menschheit und Menschenrechte, Probleme der Universalisierung und Institutionalisierung, 2002
- Bd. 15: E. Reininghaus, Eingriffe in das Recht auf Achtung des Eigentums gemäß Artikel 1 des Zusatzprotokolls zur Europäischen Menschenrechtskonvention und ihre Zulässigkeitsvoraussetzungen, 2002
- Bd. 16: T. Maikowski, Staatliche Kooperationspflichten ggü. dem Internationalen Strafgerichtshof, 2002
- Bd. 17: E. Küttler, Die Menschenrechtskammer für Bosnien-Herzegowina, 2003
- Bd. 18: E. Klein (Hrsg.), Menschenrechtsschutz durch Gewohnheitsrecht, 2003
- Bd. 19: W. Dörre, Der Beschwerdegegenstand im Verfahren der Europäischen Konvention zum Schutze der Menschenrechte und Grundfreiheiten, 2003
- Bd. 20: C. Mahler/N. Weiß (Hrsg.), Menschenrechtsschutz im Spiegel von Wissenschaft und Praxis, 2004
- Bd. 21: E. Klein/C. Menke (Hrsg.), Menschenrechte und Bioethik, 2004
- Bd. 22: H. Stender, Überschneidungen im internationalen Menschenrechtsschutz, 2004
- Bd. 23: F. Brinkmeier, Der Einfluß des Kalten Krieges auf den internationalen Menschenrechtsschutz, 2004
- Bd. 24: A. Kern/C. Menke (Hrsg.), Raymond Geuss – Glück und Politik – Potsdamer Vorlesungen, 2004
- Bd. 25: E. Klein (Hrsg.), Globaler demographischer Wandel und Schutz der Menschenrechte, 2005
- Bd. 26: D. Lorenz, Der territoriale Anwendungsbereich der Grund- und Menschenrechte, 2005
- Bd. 27: E. Klein (Hrsg.), Gewaltenteilung und Menschenrechte, 2. Aufl. 2010
- Bd. 28: E. Klein (Hrsg.), Meinungsäußerungsfreiheit versus Religions- und Glaubensfreiheit, 2008.
- Bd. 29: P. Tiedemann, Menschenwürde als Rechtsbegriff, Eine philosophische Klärung, 2007
- Bd. 30: E. Klein/C. Menke (Hrsg.), Universalität – Schutzmechanismen – Diskriminierungsverbote, 2008
- Bd. 31: C. Menke (Hrsg.), A. Honneth – Gerechtigkeit und Gesellschaft, Potsdamer Seminar, 2008
- Bd. 32: B. Hofmann, Beendigung menschenrechtlicher Verträge – Rechtliche und faktische Schranken, 2009
- Bd. 33: E. Klein/C. Menke (Hrsg.), Der Mensch als Person und Rechtsperson: Grundlage der Freiheit, 2011